# Phalaenopsis regnieriana
Phalaenopsis regnieriana är en orkidéart som beskrevs av Heinrich Gustav Reichenbach. Phalaenopsis regnieriana ingår i släktet Phalaenopsis och familjen orkidéer. Inga underarter finns listade i Catalogue of Life.